# 汪子丹
汪子丹，中华人民共和国教育部长江学者讲座教授，香港大学物理系教授，主要从事量子物理和凝聚态物理的理论研究。

## 生平
汪子丹毕业于南京大学，1992年起任香港大学物理系任教。